# Kiril Yeskov
Kiril Yúrievich Yeskov (en ruso Кирилл Юрьевич Еськов), a veces transliterado como Kirill Eskov, (Moscú, 16 de septiembre de 1956) es un biólogo, paleontólogo y escritor ruso, especializado en la Clase Araneae. Autor de numerosas publicaciones científicas, ha descrito 39 especies animales y otras 13 han sido nombradas en su honor. Como escritor, es conocido como el autor del libro fantástico El último anillo, una relectura y continuación de El Señor de los Anillos de J. R. R. Tolkien desde la perspectiva de los orcos, traducido a numerosos idiomas.

## Biografía

### Investigación biológica
Yeskov se graduó en el departamento de biología de la Universidad Estatal de Moscú en 1979. En 1986, defendió una tesis como candidato de ciencias biológicas del Instituto de Morfología Evolutiva y Ecología A. N. Sévertsov de la Academia de Ciencias de la URSS, con el tema Arañas del norte de Siberia (análisis horológico). Sus principales intereses científicos como biólogo son los arácnidos de Siberia y el Extremo Oriente ruso y, como paleontólogo, el Paleozoico y Cenozoico. Desde 2008, es investigador en el laboratorio de artrópodos del Instituto Paleontológico de la Academia de Ciencias de Rusia y vicepresidente de la Sociedad aracnológica Eurasiática. En 2002, tenía 86 publicaciones científicas.
También es autor del libro Historia de la tierra y sus formas de vida, concebido como libro de texto de biología para escuelas secundarias.

#### Especies descritas
Yeskov descubrió varios nuevos géneros de arañas. Entre los siete descubiertos por él en 1988 destaca Kikimora palustris Eskov, 1988, perteneciente a la familia Linyphiidae, cuyo hábitat se extiende entre Rusia y Finlandia, y cuyo nombre se traduce del latín como "Kikimora de los pantanos". La Kikímora es un espíritu femenino de la mitología eslava.
- Ainerigone Eskov, 1993, género de arácnidos Linyphiidae
- Asiceratinops Eskov, 1992, género de arácnidos Linyphiidae
- Asiophantes Eskov, 1993, género de arácnidos Linyphiidae
- Asthenargoides Eskov, 1993, género de arácnidos Linyphiidae
- Baryphymula Eskov, 1992, género de arácnidos Linyphiidae
- Bathylinyphia Eskov, 1992, género de arácnidos Linyphiidae
- Bishopiana Eskov, 1988, género de arácnidos Linyphiidae
- Concavocephalus Eskov, 1989, género de arácnidos Linyphiidae
- Crosbylonia Eskov, 1988, género de arácnidos Linyphiidae
- Dactylopisthoides  Eskov, 1990, género de arácnidos Linyphiidae
- Eborilaira Eskov, 1989, género de arácnidos Linyphiidae
- Erigonoploides Eskov, 1989, género de arácnidos Linyphiidae
- Gibothorax Eskov, 1989, género de arácnidos Linyphiidae
- Holminaria Eskov, 1991, género de arácnidos Linyphiidae
- Ivielum Eskov, 1988, género de arácnidos Linyphiidae
- Kikimora  Eskov, 1988, género de arácnidos Linyphiidae
- Kolymocyba Eskov, 1989, género de arácnidos Linyphiidae
- Mecynargoides Eskov, 1988, género de arácnidos Linyphiidae
- Miftengris Eskov, 1993, género de arácnidos Linyphiidae
- Nenilinium Eskov, 1988, género de arácnidos Linyphiidae
- Nispa Eskov, 1993, género de arácnidos Linyphiidae
- Okhotigone Eskov, 1993, género de arácnidos Linyphiidae
- Orientopus Eskov, 1992, género de arácnidos Linyphiidae
- Paikiniana Eskov, 1992, género de arácnidos Linyphiidae
- Paraeboria Eskov, 1990, género de arácnidos Linyphiidae
- Parasisis Eskov, 1984, género de arácnidos Linyphiidae
- Parhypomma Eskov, 1992, género de arácnidos Linyphiidae
- Procerocymbium Eskov, 1989, género de arácnidos Linyphiidae
- Pseudomicrargus Eskov, 1992, género de arácnidos Linyphiidae
- Pseudoporrhomma Eskov, 1993, género de arácnidos Linyphiidae
- Saitonia Eskov, 1992, género de arácnidos Linyphiidae
- Tessamoro Eskov, 1993, género de arácnidos Linyphiidae
- Tubercithorax Eskov, 1988, género de arácnidos Linyphiidae
- Tusukuru Eskov, 1993, género de arácnidos Linyphiidae
- Typhochrestinus Eskov, 1990, género de arácnidos Linyphiidae
- Ussurigone Eskov, 1993, género de arácnidos Linyphiidae
- Viktorium Eskov, 1988, género de arácnidos Linyphiidae
- Wiehlenarius Eskov, 1990, género de arácnidos Linyphiidae
- Wubanoides Eskov, 1986, género de arácnidos Linyphiidae

#### Especies llamadas en su honor
- Eskovia Marusik & Saaristo, 1999, género de arácnidos Linyphiidae
- Burlagonomegops eskovi Penney, 2005, arácnido fósil, Palpimanoidea
- Clubiona eskovi Mikhailov, 1995, arácnido, Clubionidae
- Concavocephalus eskovi Marusik & Tanasevitch, 2003, arácnido, Linyphiidae
- Episinus eskovi Marusik & Penney, 2004, arácnido, Theridiidae
- Gnaphosa eskovi Ovtsharenko, Platnick & Song, 1992, arácnido, Gnaphosidae
- Harpactea eskovi Dunin, 1989, arácnido, Dysderidae
- Oreoneta eskovi Saaristo & Marusik, 2004, arácnido, Linyphiidae
- Praestigia eskovi Marusik, Gnelitsa & Koponen, 2008, arácnido, Linyphiidae
- Savignia eskovi Marusik, Koponen & Danilov, 2001, arácnido, Linyphiidae
- Sitticus eskovi Logunov & Wesolowska, 1995, arácnido, Salticidae
- Tibioploides eskovianus Saito & Ono, 2001, arácnido, Linyphiidae
- Zelotes eskovi Zhang & Song, 2001, arácnido, Gnaphosidae

## Actividad literaria
Como escritor de ficción Yeskov ha publicado varios libros, entre los que destaca El último anillo (título original: Последний кольценосец, publicada en 1999), un relato alternativo a El Señor de los Anillos de J. R. R. Tolkien, contada desde el punto de vista de las fuerzas de Sauron, a partir del proverbio: "La historia es escrita por los vencedores". Novela de gran éxito editorial, fue traducida al español en 2004 y en inglés, bajo licencia no comercial, en 2010. En otra de sus obras, El evangelio secreto (título original Евангелие от Афрания o El evangelio de Afranio, publicado en 1995), relata la vida de Jesús de Nazaret intentando desmitologizar los Evangelios y haciendo a Jesús víctima de los servicios secretos del Imperio Romano.

### Obras traducidas al español
- Yeskov, Kiril (2004). El último anillo. Bibliópolis. ISBN 9788496173194.
- Yeskov, Kiril (2006). El evangelio secreto: una interpretación sorprendente de la Sagrada Escritura. Bibliópolis. ISBN 9788496173620.